# Naturschutzgebiet Rübgarten
Koordinaten: 50° 42′ 37″ N, 8° 5′ 39″ O
Das Naturschutzgebiet Rübgarten liegt auf dem Gebiet der Gemeinde Burbach im Kreis Siegen-Wittgenstein in Nordrhein-Westfalen.
Das etwa 129,7 ha große Gebiet, das im Jahr 2002 unter der Schlüsselnummer SI-059 unter Naturschutz gestellt wurde, erstreckt sich südlich des Kernortes Burbach und südwestlich des Burbacher Ortsteils Lützeln. Südwestlich direkt anschließend liegt der Siegerland Flughafen.
Am nördlichen Rand des Gebietes verläuft die Landesstraße L 911, westlich und nördlich die B 54 und südöstlich die L 730. Östlich des Gebietes erstrecken sich die Naturschutzgebiete (NSG) Hainswinkel (21,6 ha) und Caan (103 ha), südwestlich das NSG Buchhellerquellgebiet (203,3 ha) und westlich die NSGs Fuchsstein (31,7 ha) und Hasseln (24,8 ha).
Südlich verläuft die Landesgrenze zu Nordrhein-Westfalen.